# Éclipse
Pour les articles homonymes, voir Éclipse (homonymie).

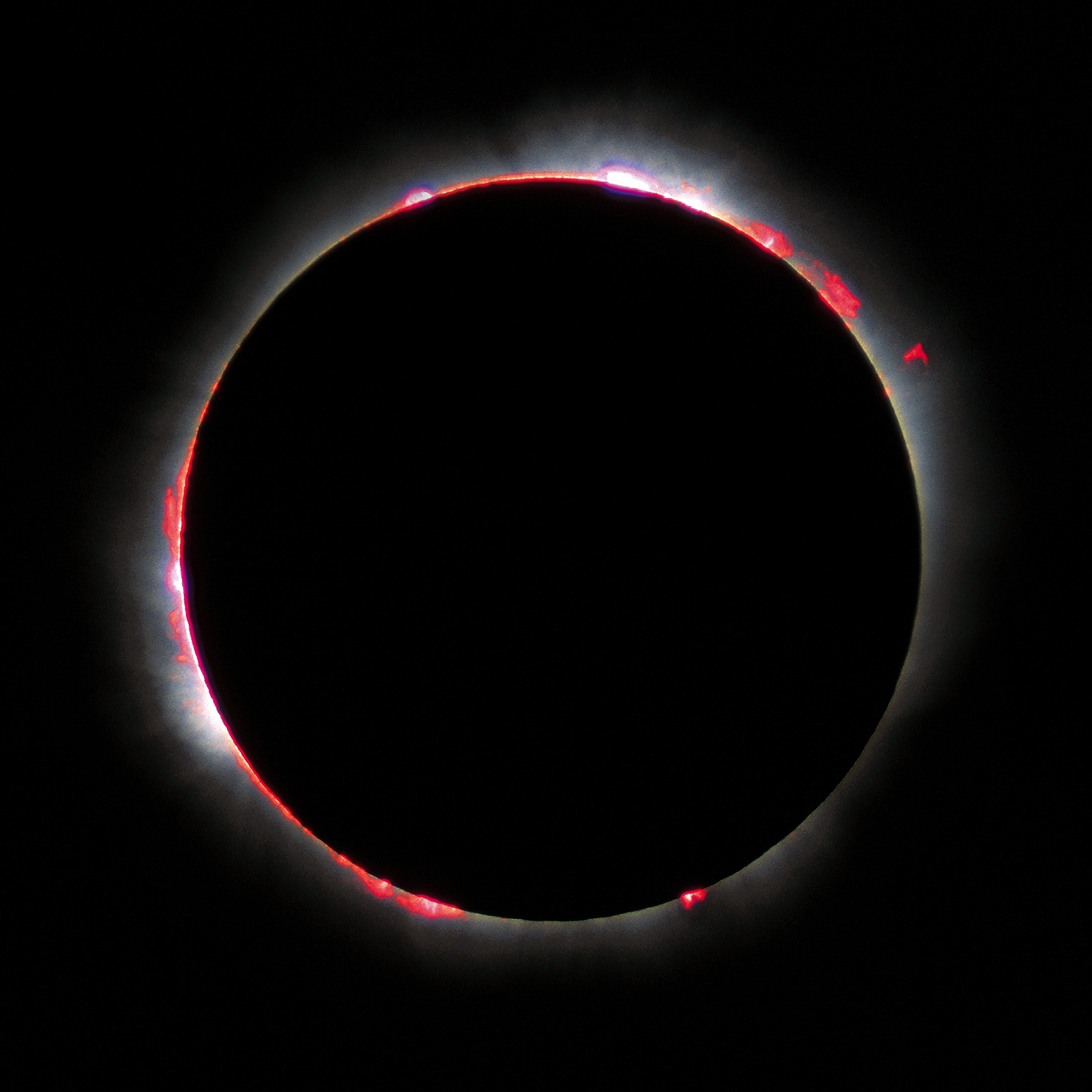
Éclipse de Soleil, France, 11 août 1999.

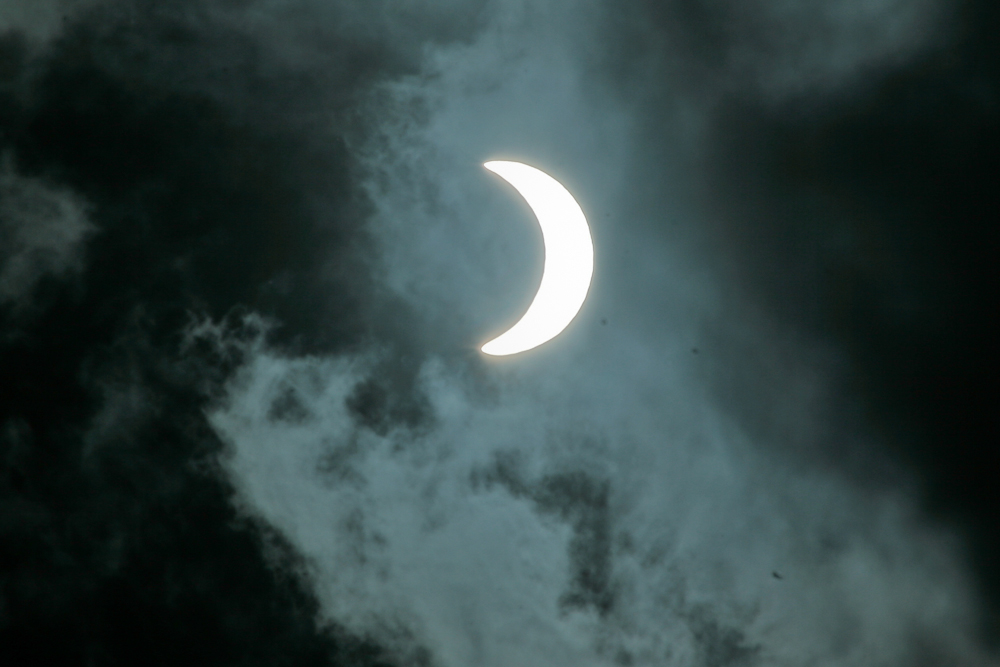
Éclipse de Soleil, 2012.

Éclipse lunaire du 21 décembre 2010.

Animation montrant l'éclipse lunaire du 15 juin 2011.

Une éclipse est l'occultation d'une source de lumière par un objet physique.
En astronomie, une éclipse est la disparition apparente (occultation) et temporaire, pour un observateur, de tout (éclipse totale) ou partie (éclipse partielle) d'un astre (une étoile comme le Soleil, une planète ou un satellite naturel comme la Lune) résultant de l'interposition d'un autre objet céleste soit entre cet astre et la source de lumière qui l'éclaire (éclipse vraie), soit entre cet astre et l'œil de l'observateur (éclipse apparente). La disparition de l'astre éclipsé, ou occulté, est son immersion ; sa réapparition est son émersion.
Il existe plusieurs sortes d'éclipses, notamment les éclipses de Lune et celles de Soleil, ces dernières étant plus rares. Cependant, ce phénomène reste très rare. Lorsque l'objet occultant a un diamètre angulaire nettement plus petit que celui de l'autre objet (sans qu'une limite précise ne soit réellement fixée), on parle plutôt de transit.

## Étymologie
Le substantif féminin,,, « éclipse » est un emprunt,, au latin impérial, eclipsis (« éclipse »), substantif féminin lui-même emprunté, au grec ἔκλειψις / ékleipsis (proprement « abandon, défection »,, d'où « éclipse »).

## Dans le système Terre-Lune-Soleil

### Histoire
Au VIe siècle av. J.-C., Anaxagore qualifie l’éclipse « d'interpositions d’astres noirs, comme des nuages, à cours régulier ».
Le philosophe Empédocle a proposé, le premier en Occident, une explication correcte des éclipses de Soleil,.

#### Éclipses historiques
Au travers d'une littérature souvent sans grande rigueur scientifique, on lit que les Anciens auraient été capables de prédire des éclipses. Les chinois étaient censés avoir calculé le saros, période utilisée pour prédire les éclipses. Une légende chinoise veut qu'en l'an 2136 av. J.-C., les astrologues de la cour de l'empereur Chung K'ang, Hi et Ho, furent décapités par la suite d'une éclipse de Soleil non prédite. On cite volontiers l'éclipse de Soleil du 28 mai 585 av. J.-C. qui aurait été prédite en date et heure par Thalès de Milet grâce à l'utilisation du saros chaldéen. En fait, on sait bien qu'Hérodote, qui rapporte cet évènement survenu cent ans avant sa naissance, est souvent peu fiable, quels que soient ses mérites par ailleurs, et qu'il relate volontiers des faits légendaires. Il ne parle d'ailleurs pas d'une prédiction pour une date précise, mais dit seulement que l'éclipse s'était produite au cours de l'année prévue. Il ne mentionne pas davantage le saros. Quant au dit saros, il s'avère que, chez les Chaldéens, il n'était pas du tout lié aux éclipses : c'est Edmond Halley (1656-1742) qui a commis l'erreur de mal interpréter un texte ancien et de désigner par ce terme la période de dix-huit ans qui traduit une séquence de retour des éclipses. Celle de mai -584, mentionnée ci-dessus, a bien eu lieu, mais il est tout à fait impossible que les astronomes de l'époque de Thalès aient eu les connaissances mathématiques et physiques leur permettant de la prédire. Les astronomes chaldéens de cette époque ne connaissaient que les mouvements moyens du Soleil (d'un point de vue géocentrique) et de la Lune, ce qui est très insuffisant pour une prédiction, et pouvaient tout au plus prévoir la possibilité d'une éclipse lunaire. Quant aux Grecs, ils n'avaient alors qu'une connaissance très parcellaire de la science chaldéenne. Cette légende a la vie dure et concourt à mystifier tout ce qui touche à ces phénomènes. Les éclipses de Soleil, avec l'étroitesse de la bande que parcourt l'ombre, étaient tout à fait imprévisibles à l'époque de Thalès qui n'a, de toute façon, pas laissé d'écrits aussi précis. Il faudra attendre la théorie des épicycles d'Hipparque (190 à 120 av. J.-C.) et la création de tables astronomiques établies sur la base de cette théorie pour que des prédictions d'éclipses deviennent possibles. De telles tables sont présentes dans l'Almageste et dans les « Tables faciles » de Ptolémée (vers 140 apr. J.-C.), mais préexistaient, au moins en partie,.
Phénomènes impressionnants, ils ont donné lieu à de nombreux mythes, chaque peuple y associant un animal céleste s'emparant de la lune ou du soleil au moment de l'éclipse : loup dans les mythologies germaniques ; dans les mythologies chinoises, dragon guettant le soleil ou la lune au voisinage des nœuds et les avalant lors de l'éclipse. Le terme « draconitique » ou celui plus ancien de « dracontique » (d'où le mois draconitique) vient du fait que le nœud ascendant et le nœud descendant étaient appelés « tête » et « queue » du Dragon.

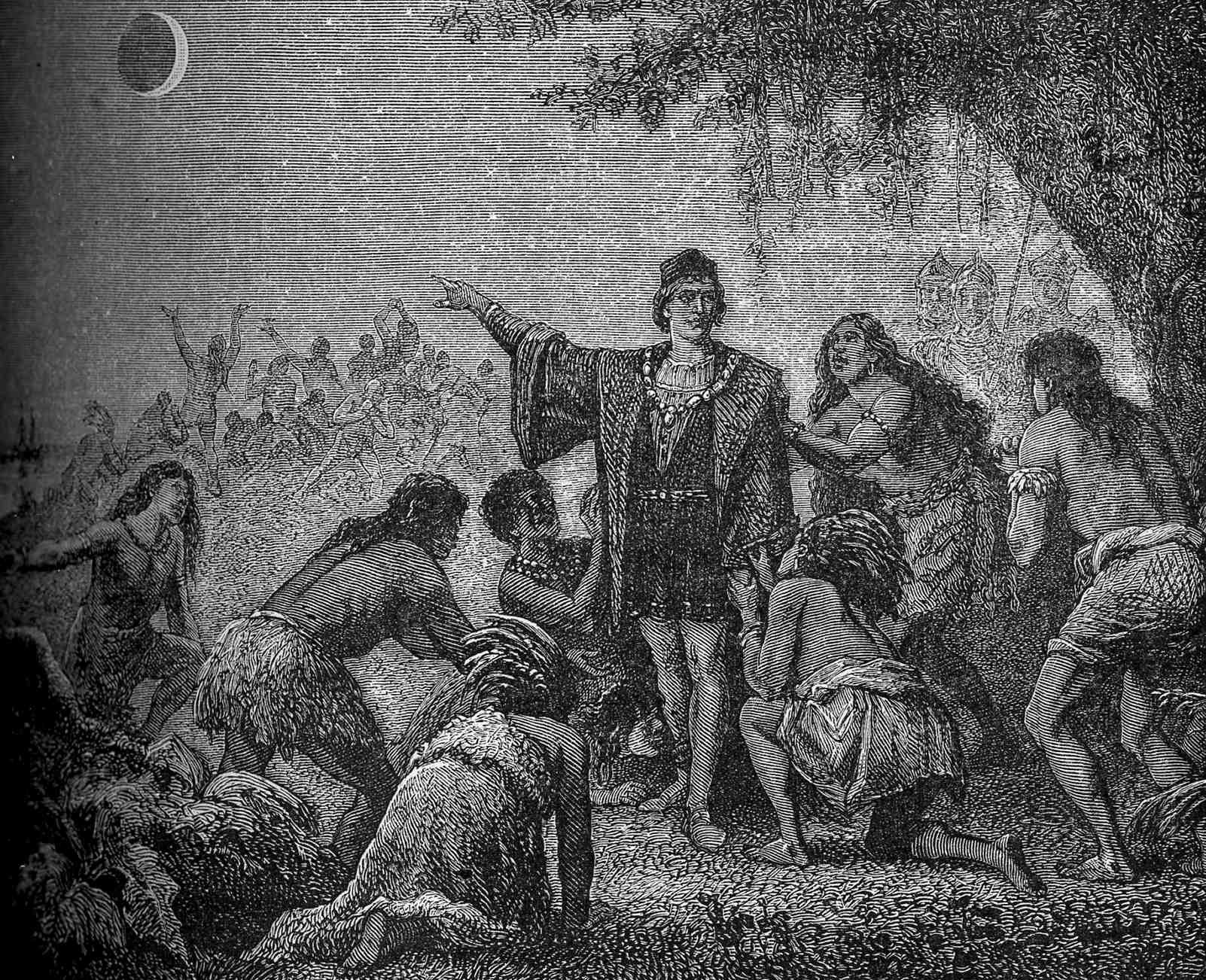
Christophe Colomb prédisant une éclipse de lune auprès des Amérindiens.

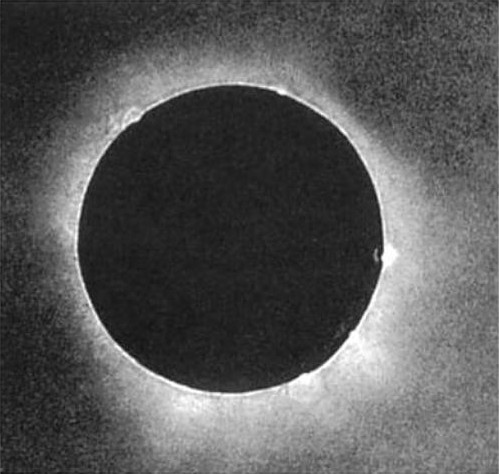
Première photographie d'une éclipse en 1851.

Il existe pourtant des éclipses qui ont été associées à des événements historiques. Ce sont essentiellement des éclipses de Lune, non nécessairement prévues, mais ayant parfois suscité des interprétations superstitieuses. On peut ainsi citer :
- l'éclipse totale de Soleil observée à Jérusalem le 24 novembre 29[note 6], qui aurait été associée dans les récits des évangiles à la crucifixion du Christ, mais la recherche contemporaine aussi bien que les théologiens actuels voient généralement dans ce texte une association symbolique (l'obscurité symbolisant la mort avant que la résurrection n'annonce une nouvelle clarté) plutôt qu'historique[16]. De fait, selon les Écritures, la Passion a eu lieu la veille de la Pâque juive, le 14 nissan, c'est-à-dire justement au moment de la pleine lune[note 7] et non pas de la nouvelle lune et de plus, ce fut au début du printemps en non en fin d'automne. Cette éclipse solaire de l'an 29 à Jérusalem correspondrait plutôt à l'époque du début du ministère du Christ ;
- dans la même visée symbolique, l'éclipse de Soleil du 29 juin 1033[note 8], rapportée par le moine bénédictin Sigebert de Gembloux, a pu être interprétée comme l'annonce de la fin du monde qui devait advenir pour le millénaire de la Passion du Christ[17] ;
- la chute de Constantinople, le 14 mai 1453 (éclipse de Lune) ;
- l'éclipse lunaire du 1er mars 1504 fut prédite par Christophe Colomb grâce à l'utilisation des tables astronomiques d'Abraham Zacuto et lui permit d'impressionner les populations indigènes de Jamaïque de façon à recevoir leur aide ;
- l'éclipse solaire du 3 mai 1715, une éclipse solaire totale à Londres : l'astronome Edmond Halley lance à cette occasion la première campagne d'observation d'une éclipse et cartographie le trajet de l'éclipse en Angleterre[18] ;
- l'éclipse solaire du 28 juillet 1851 (en) en Europe septentrionale, donne lieu à la première photographie d'une éclipse, un daguerréotype en 84 secondes de pose réalisé par le daguerréotypiste Wolfgang Berkowski[19] ;
- l'éclipse solaire du 18 août 1868 (en) qui permet aux astronomes Jules Janssen et Joseph Norman Lockyer de découvrir une nouvelle raie jaune très brillante dans le spectre des protubérances solaires, attribuée plus tard à un nouveau corps, l'hélium ;
- l'éclipse solaire du 29 mai 1919, qui permet de vérifier l'effet de lentille gravitationnelle dû à la masse du Soleil, tel que prédit par la théorie de la relativité générale d'Albert Einstein.

### Principes mécaniques
Une éclipse de Soleil se produit lorsque la Lune se trouve entre le Soleil et la Terre, ce qui ne peut se passer que lors d'une nouvelle Lune. Une partie de la Terre se trouve alors dans l'ombre ou la pénombre de la Lune. Une éclipse de Lune se produit lorsque la Terre se trouve entre le Soleil et la Lune, ce qui ne peut se passer que lors d'une pleine Lune. La Lune se trouve alors dans l'ombre de la Terre.

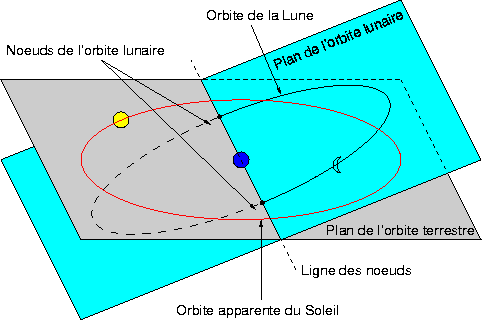
Orbites de la Lune et du Soleil.

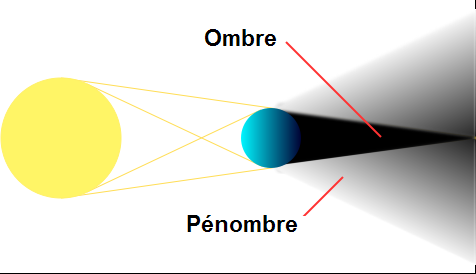
Ombre et pénombre.

Une éclipse peut être totale ou partielle. Lorsque la source de lumière est entièrement bloquée par l'objet éclipsant, on parle d'éclipse totale. Si l'objet éclipsant ne bloque pas entièrement la lumière provenant de la source, on parle d'éclipse partielle.
Une éclipse annulaire est un cas particulier d'éclipse partielle (de fait, puisque non totale) où les trois objets concernés sont parfaitement alignés (éclipse centrale), mais où l'objet éclipsant est trop petit (ou l'objet éclipsé trop gros) pour bloquer complètement la source de lumière : il reste alors un anneau lumineux encore visible. C'est une situation relativement fréquente pour les éclipses de Soleil car même si la Lune et le Soleil ont quasiment la même taille apparente vus de la Terre, selon leurs distances respectives à la Terre, une faible différence de diamètre apparent (de l'ordre de quelques %) est perceptible.
À partir de la Terre, une éclipse n'est possible que lorsque le Soleil, la Lune et la Terre sont alignés.

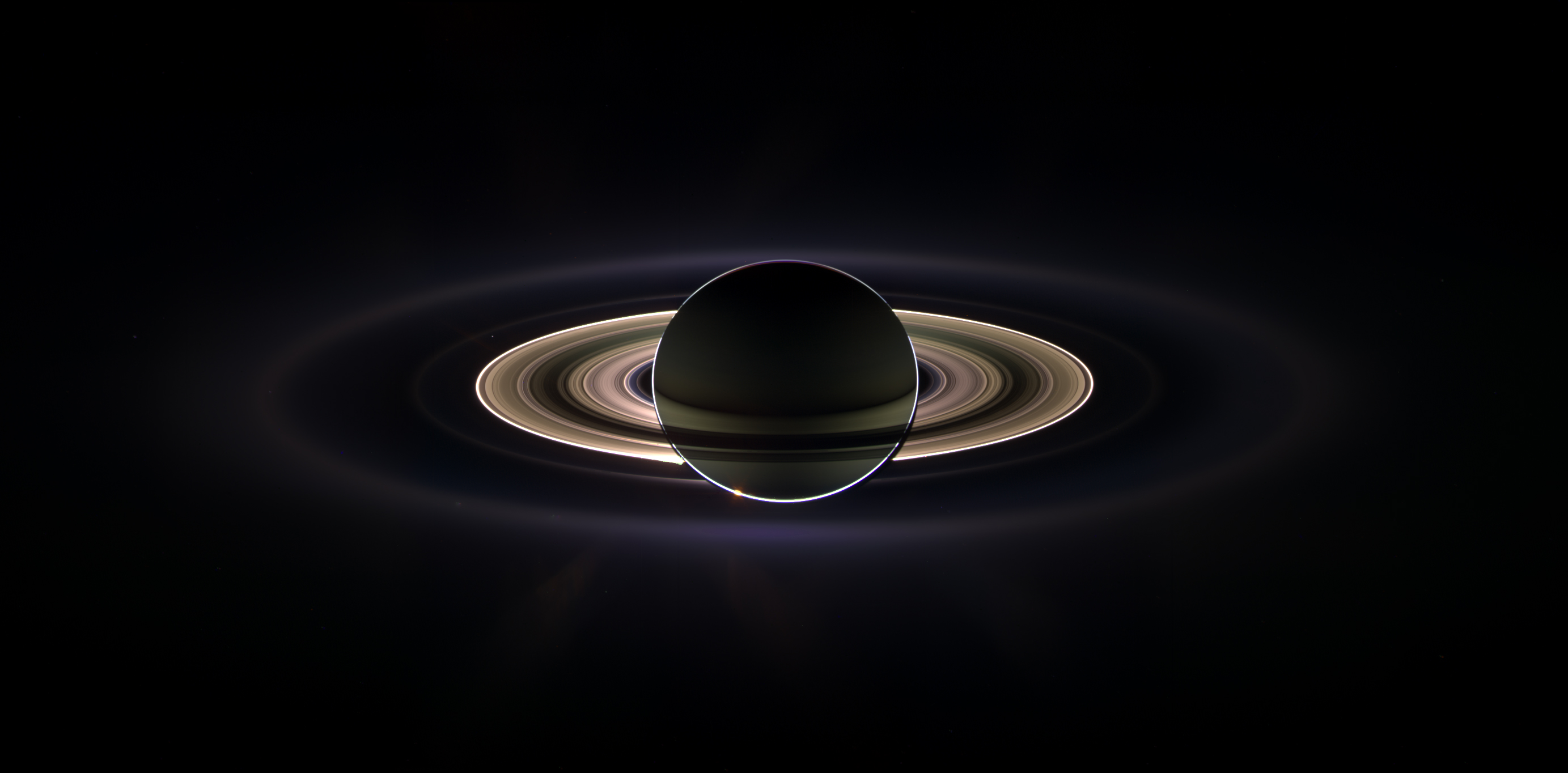
Éclipse du Soleil par Saturne.

Si le plan de l'orbite de la Lune coïncidait avec celui de la Terre, appelé l'écliptique, il y aurait une éclipse de Soleil et une éclipse de Lune chaque mois synodique lunaire. Comme ces deux plans sont inclinés d'un angle de 5°09', il faut que la Lune soit à proximité d'un des deux points d'intersection de ces plans, points appelés nœuds, pour qu'une éclipse puisse se produire.
Pour une éclipse totale de Lune, l'écart entre la Lune et un nœud ne doit pas dépasser 4,6° ; pour une éclipse partielle de Soleil, cet écart peut aller jusqu'à 10,3°.

### Phases générales d'une éclipse solaire

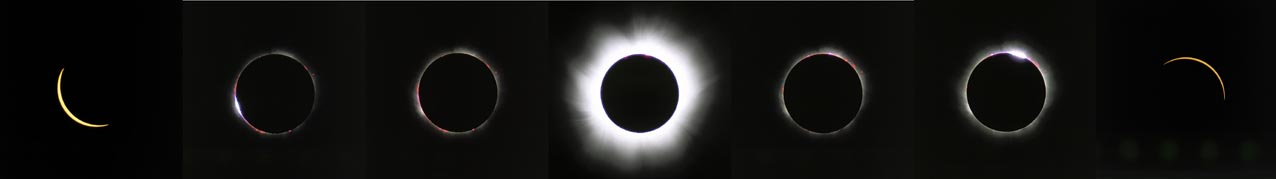
Phases de l'éclipse 1999.
Détails des phases.

- Le commencement de l'éclipse totale ou annulaire est l'instant où le cône d'ombre de la Lune commence à balayer le disque terrestre.
- Le commencement de la centralité est l'instant où l'axe du cône d'ombre de la Lune commence à balayer le disque terrestre.
- Le maximum de l'éclipse est l'instant où la grandeur de l'éclipse est maximale (l'instant où la plus grande surface terrestre est dans l'ombre).
- La fin de la centralité est l'instant où l'axe du cône d'ombre de la Lune termine de balayer le disque terrestre.
- La fin de l'éclipse totale ou annulaire est l'instant où le cône d'ombre de la Lune termine de balayer le disque terrestre.
- La fin de l'éclipse générale est l'instant où le cône de pénombre de la Lune termine de balayer le disque terrestre.

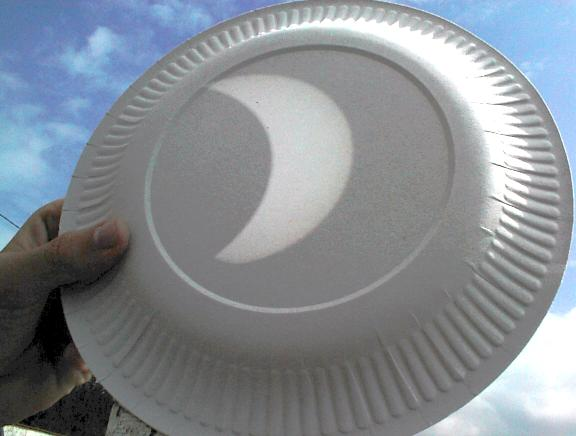
Image de l'éclipse du 11 août 1999 produite par un télescope.

### Phases locales d'une éclipse solaire

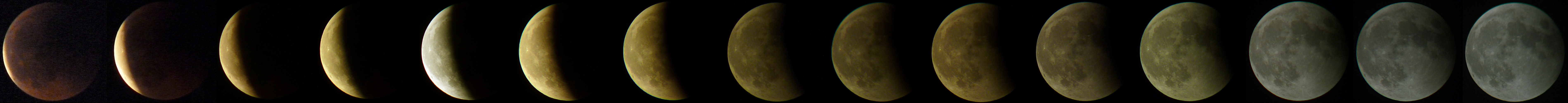
Phase finale (émersion) de l'éclipse de Lune du 15 juin.

On appelle « premier contact » ou « premier contact extérieur » le moment où le disque lunaire commence à empiéter sur le disque solaire.
- On appelle « deuxième contact » ou « premier contact intérieur » le moment où le disque lunaire est complètement entouré par le disque solaire (éclipse annulaire) ou le moment où le disque solaire disparait complètement (éclipse totale).
- On appelle « troisième contact » ou « deuxième contact intérieur » le moment où le disque lunaire commence à se dégager du disque solaire (éclipse annulaire) ou le moment où le disque solaire commence à réapparaitre (éclipse totale) avec « l'effet diamant ».
- Enfin, on appelle « quatrième contact » ou « deuxième contact extérieur » le moment où le disque solaire se détache du disque lunaire.Éclipse lunaire (mars 2007).

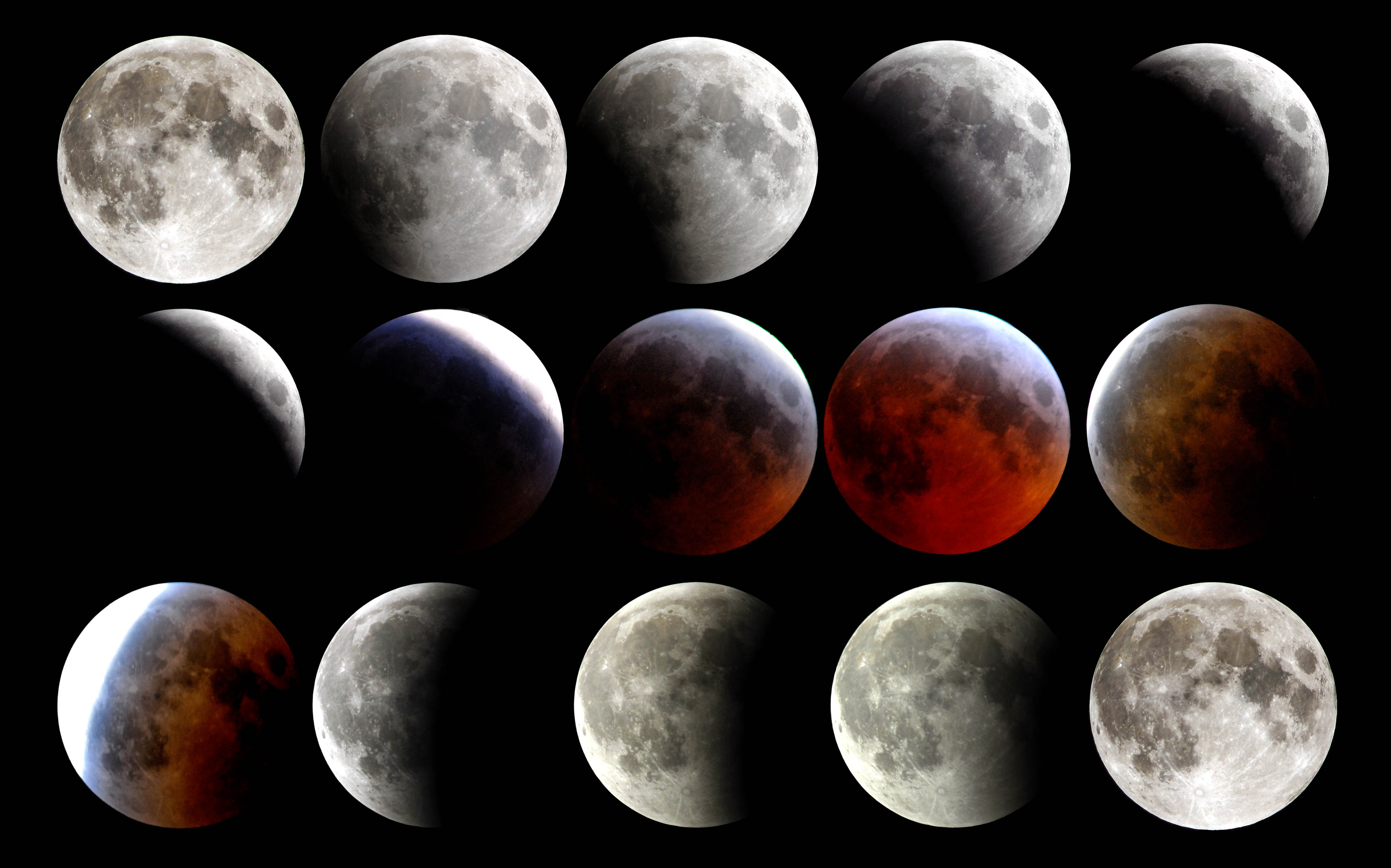
Éclipse lunaire (mars 2007).

Après l'éclipse du 11 aout 1999, il faudra attendre l'année 2081 pour observer la prochaine éclipse totale de Soleil en France métropolitaine.

### Phases d'une éclipse lunaire

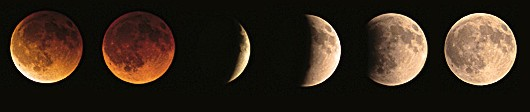
Phases d'une éclipse de Lune.

L'éclipse lunaire est un assombrissement de la Lune, qui se produit lorsqu'elle passe dans le cône d'ombre de la Terre. Elle ne se produit que lors de la pleine lune.
Il y a trois types d'éclipses lunaires :
- par la pénombre, lorsque la Lune passe uniquement dans le cône de pénombre de la Terre ;
- partielles, lorsque la Lune passe en partie dans le cône d'ombre de la Terre ;
- totales, lorsque la Lune passe en totalité dans le cône d'ombre de la Terre.

Pour une éclipse lunaire totale :
- on appelle « premier contact » ou « premier contact extérieur » le moment où la Lune commence à entrer dans le cône d'ombre de la Terre ;
- on appelle « deuxième contact » ou « premier contact intérieur » le moment où la Lune entre complètement dans le cône d'ombre de la Terre. C'est le début de la totalité ;
- le maximum de l'éclipse est l'instant où la distance angulaire entre le centre du disque lunaire et le centre du cône d'ombre atteint sa plus petite valeur ;
- on appelle « troisième contact » ou « deuxième contact intérieur » le moment où la Lune commence à sortir du cône d'ombre de la Terre. C'est la fin de la totalité ;
- enfin, on appelle « quatrième contact » ou « deuxième contact extérieur » le moment où la Lune sort complètement du cône d'ombre de la Terre.

### Cycles
En pratique, de 4 à 7 éclipses (de Soleil comme de Lune) peuvent se produire annuellement. Elles se produisent par groupes séparés par un intervalle de 173 jours (une demi-année draconitique). Ces groupes (que l'on appelle saisons d'éclipses) sont constitués d'une éclipse de Soleil ou d'une succession d'éclipses de Soleil, ou bien d'une éclipse de Lune et d'une autre éclipse de Soleil.
Le Soleil et un nœud de l'orbite lunaire se retrouvent dans la même direction tous les 346,62 jours (c'est l'année draconitique). Dix-neuf de ces périodes, soit 6 585,3 jours ou 18 ans, 11 jours et 8 heures, ont presque la même durée que 223 mois synodiques lunaires. Ceci veut dire que la configuration Lune-Soleil et les éclipses se répètent dans le même ordre dans le même laps de temps. Ce cycle est appelé Saros ; contrairement à ce qui est parfois écrit (y compris par Edmond Halley lui-même), ce cycle était inconnu des Babyloniens.
Comme la durée exacte de ce cycle n'est pas un nombre entier de jours mais possède un excédent d'environ 1/3 de jour, les éclipses se reproduisent donc selon ce cycle avec un décalage d'environ 8 heures et sont donc visibles à une longitude distante d'environ 120e par rapport à celle du cycle précédent.
Un autre cycle concernant les éclipses est l'Inex. Sa durée est de 358 mois synodiques lunaires (28,9 ans) après lequel les mêmes éclipses se reproduisent quasiment à la même longitude géographique mais à une latitude opposée.

### Lésions oculaires

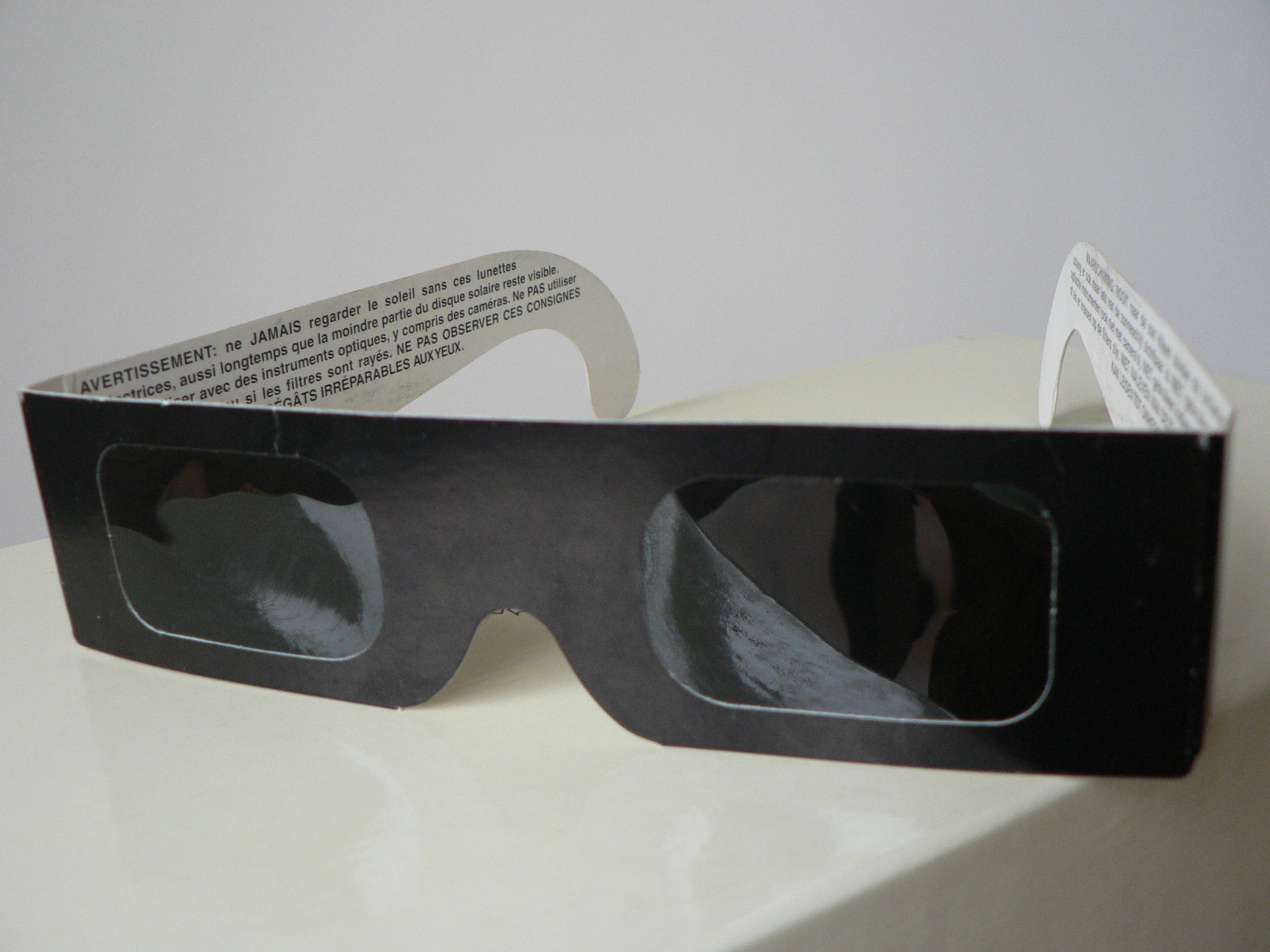
Lunettes d'observation d'éclipses.

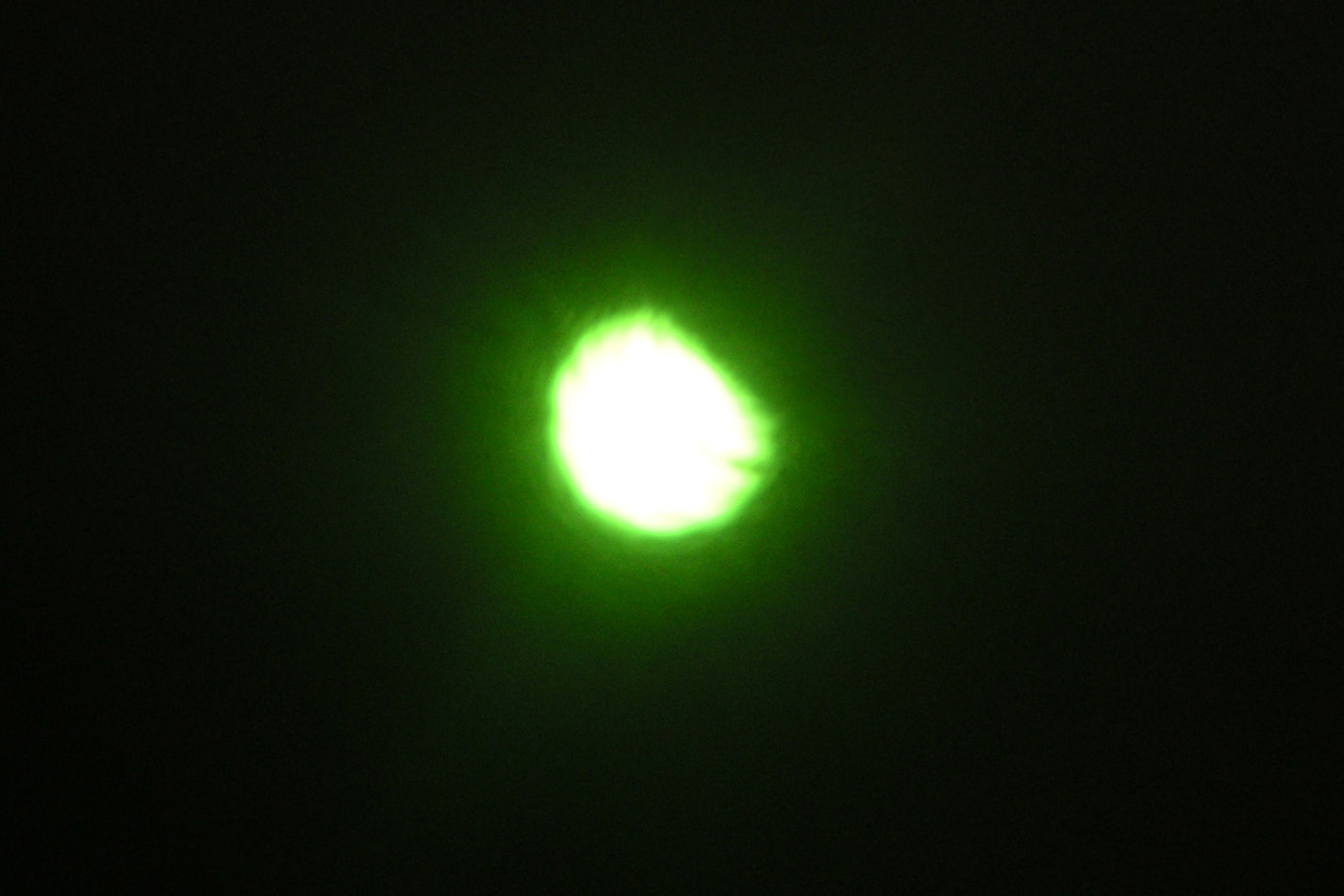
3 octobre 2005, à travers un masque de soudeur approprié.

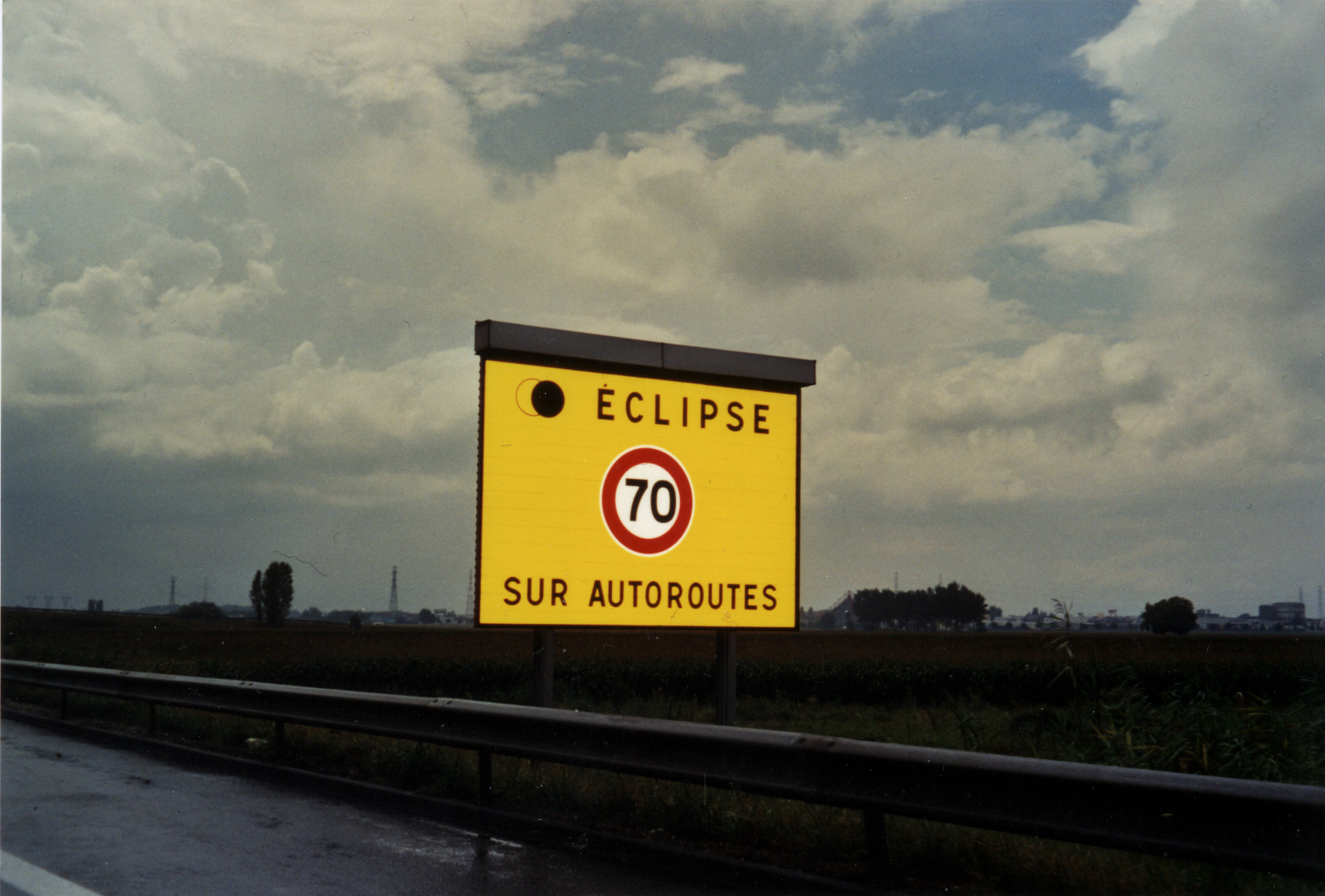
Sur l'autoroute A4 en 1999.

L'observation du soleil est dangereuse pour les yeux si ses rayons ne sont pas filtrés suffisamment par un moyen naturel ou artificiel. On peut sans danger regarder un lever ou un coucher de soleil parce que ses rayons traversent alors une grande épaisseur d’atmosphère. On peut aussi regarder le soleil à travers les nuages ou regarder son reflet sur la lune sans danger. Les marins et aviateurs observaient plusieurs fois par jour le soleil pour la navigation astronomique mais à travers les filtres de leur sextant. Dans la journée, par temps dégagé, nous ne regardons habituellement pas le soleil qui nous éblouit, mais lors d'une éclipse il peut être tentant d'observer ce phénomène, malgré l'éblouissement ressenti, ce qui provoque des lésions oculaires pouvant aller jusqu'à la cécité.
Pour observer une éclipse de Soleil, il convient d'utiliser un dispositif filtrant tel que des lunettes d'éclipse spécifiques ou des jumelles recouvertes d'un filtre solaire objectif (feuille Mylar, AstroSolar ou un verre métallisé) ou d'utiliser un solarscope ; un masque à souder d'indice 14 peut également servir, mais la qualité de l'image n'est pas excellente, du fait de l'épaisseur de la vitre (double réflexion). Même s'il fait quasi-nuit, regarder sans protection adéquate une éclipse de Soleil peut causer la cécité ; les lunettes dites « de soleil » n'étant absolument pas adaptées dans ce cas.
Toutefois, contrairement à une idée reçue, lors d'une éclipse totale, on peut retirer ses lunettes protectrices lorsque la lune obstrue complètement le rayonnement du soleil. La lumière apparente qui forme la couronne est suffisamment faible pour être admirée à l'œil nu.
On peut regarder indirectement une éclipse sans danger, en interposant entre le Soleil et un écran une feuille de papier percée d'un petit trou. Certaines personnes utilisent une autre méthode qui consiste à regarder l'image du Soleil sur la surface d'une bassine pleine d'eau, mais cela peut rester dangereux.
On peut en revanche regarder à l'œil nu la Lune sans aucun danger ou le Soleil lorsqu'il est à son lever ou son coucher et donc a fortiori leur éclipse.

### Évocations artistiques

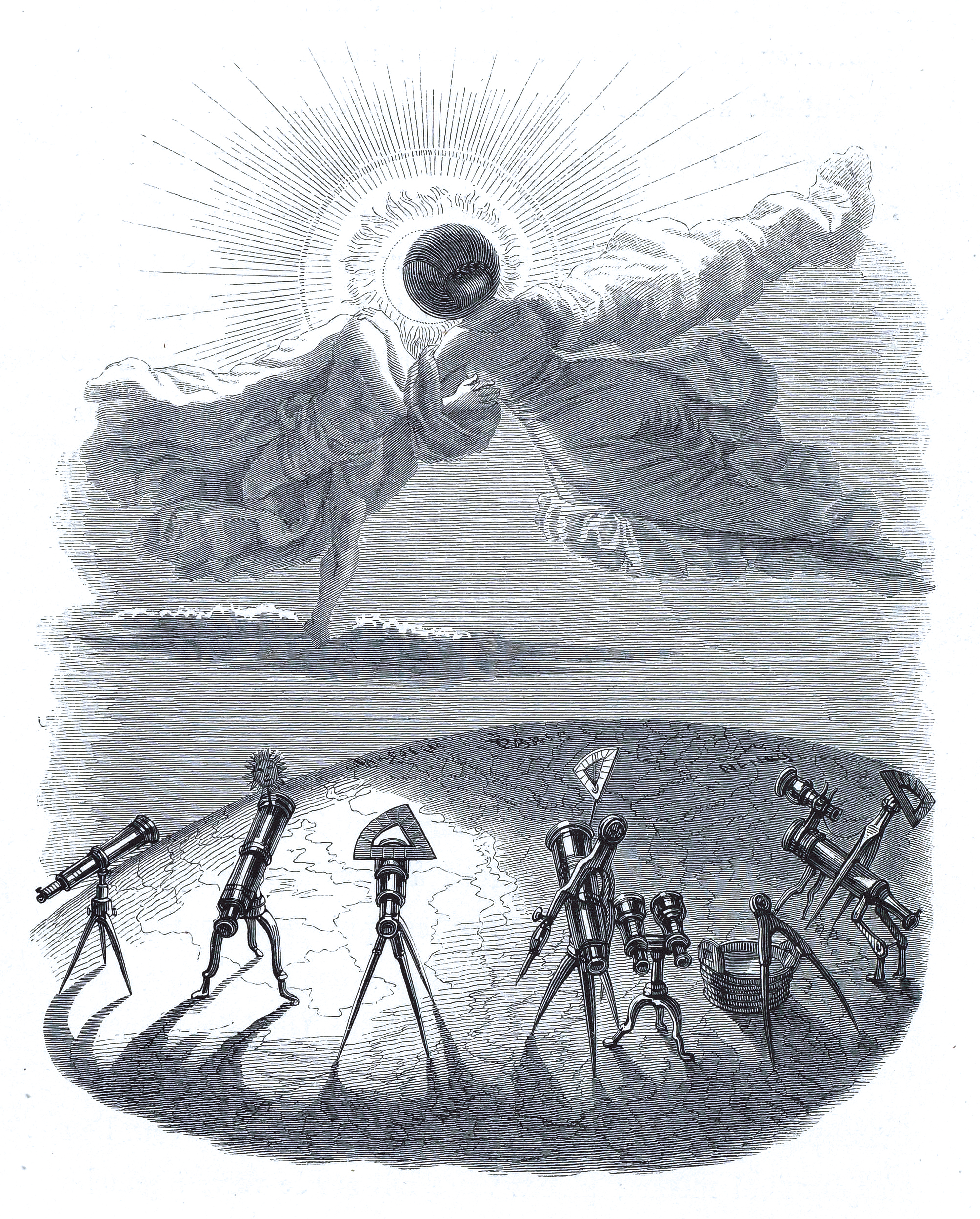
Une éclipse vue par l'illustrateur Grandville pour son livre fantastique Un autre monde en 1844. La présence des appareils d'observations témoigne de la diffusion de cette pratique.

En peinture, Cosmas Damian Asam (1686-1739) en a fait plusieurs représentations dans ses tableaux, dont sa Vision de saint Benoît à l'abbaye de Weltenbourg en Allemagne. Le rai de lumière issue de la Lune et se dirigeant vers le saint pourrait être une illustration de l'effet diamant, dernier phénomène lumineux après que l'éclipse est totale. De manière plus contemporaine, Barnett Newman aurait représenté dans un tableau de 1946, Pagan Void, l'activité de la couronne solaire lors d'une éclipse.

## Dans les systèmes d’étoiles binaires
Un système d’étoiles binaires permet l’observation d’éclipses si son axe de révolution se trouve pratiquement perpendiculaire à la direction de visée, et à condition que les diamètres des deux étoiles ne soient pas trop différents.
La luminosité du système est normalement l'addition des luminosités de chacune des composantes, les étoiles A et B.
Quand l’étoile A occulte l’étoile B, la luminosité du système faiblit, de même lorsque l’étoile B occulte l’étoile A. Les variations de luminosité qui en résultent permettent de détecter ces systèmes binaires, et leur étude, tant en intensité qu'en couleur, d’en déterminer les caractéristiques principales. D'autres effets plus subtils peuvent être détectés lorsque, par exemple, les étoiles sont si proches qu'elles sont déformées, ou encore lorsque la chaleur de l'une réchauffe la surface de l'autre localement.